# Бегуновці
Бегу́новці (болг. Бегуновци) — село в Перницькій області Болгарії. Входить до складу общини Брезник.

## Населення
За даними перепису населення 2011 року у селі проживали 117 осіб, з них 115 осіб (99,1%) — болгари.
Розподіл населення за віком у 2011 році:
Динаміка населення: